# 프리츠 슈트라스만
프리드리히 빌헬름 "프리츠" 슈트라스만(독일어: Friedrich Wilhelm "Fritz" Straßmann, 1902년 2월 22일 ~ 1980년 4월 22일)은 독일의 화학자이다. 1938년 우라늄의 원소 붕괴 현상을 발견하였고, 이를 후일 리제 마이트너와 오토 한이 '핵분열'로 정의내림으로써 원자핵 연구의 시대를 열었다. 이러한 공로로 1966년 마이트너, 한과 함께 엔리코 페르미 상을 수상했다.

## 참고 자료
프리츠 슈트라스만 - 두산세계대백과사전
 위키미디어 공용에 프리츠 슈트라스만 관련 미디어 분류가 있습니다.